# Neschèir
Neschers és un municipi francès situat al departament del Puèi Domat i a la regió d'Alvèrnia-Roine-Alps. L'any 2007 tenia 794 habitants.

## Demografia

### Població
El 2007 la població de fet de Neschers era de 794 persones. Hi havia 276 famílies de les quals 64 eren unipersonals (28 homes vivint sols i 36 dones vivint soles), 84 parelles sense fills, 112 parelles amb fills i 16 famílies monoparentals amb fills.
La població ha evolucionat segons el següent gràfic:
Habitants censats

### Habitatges
El 2007 hi havia 349 habitatges, 280 eren l'habitatge principal de la família, 23 eren segones residències i 46 estaven desocupats. 337 eren cases i 6 eren apartaments. Dels 280 habitatges principals, 247 estaven ocupats pels seus propietaris, 22 estaven llogats i ocupats pels llogaters i 11 estaven cedits a títol gratuït; 8 tenien dues cambres, 44 en tenien tres, 92 en tenien quatre i 136 en tenien cinc o més. 195 habitatges disposaven pel capbaix d'una plaça de pàrquing. A 105 habitatges hi havia un automòbil i a 148 n'hi havia dos o més.

### Piràmide de població
La piràmide de població per edats i sexe el 2009 era:
| Homes | Edats   | Dones |
| ----- | ------- | ----- |
| 0     | 95 o +  | 0     |
| 0     | 90 a 94 | 0     |
| 8     | 85 a 89 | 4     |
| 0     | 80 a 84 | 8     |
| 4     | 75 a 79 | 12    |
| 16    | 70 a 74 | 8     |
| 8     | 65 a 69 | 20    |
| 8     | 60 a 64 | 16    |
| 20    | 55 a 59 | 24    |
| 36    | 50 a 54 | 20    |
| 40    | 45 a 49 | 24    |
| 20    | 40 a 44 | 44    |
| 20    | 35 a 39 | 12    |
| 24    | 30 a 34 | 16    |
| 16    | 25 a 29 | 16    |
| 32    | 20 a 24 | 36    |
| 24    | 15 a 19 | 16    |
| 32    | 10 a 14 | 12    |
| 12    | 5 a 9   | 24    |
| 16    | 0 a 4   | 16    |

## Economia
El 2007 la població en edat de treballar era de 529 persones, 365 eren actives i 164 eren inactives. De les 365 persones actives 321 estaven ocupades (185 homes i 136 dones) i 44 estaven aturades (26 homes i 18 dones). De les 164 persones inactives 48 estaven jubilades, 34 estaven estudiant i 82 estaven classificades com a «altres inactius».

### Ingressos
El 2009 a Neschers hi havia 302 unitats fiscals que integraven 794,5 persones, la mediana anual d'ingressos fiscals per persona era de 16.741 €.

### Activitats econòmiques
Dels 32 establiments que hi havia el 2007, 2 eren d'empreses extractives, 1 d'una empresa alimentària, 1 d'una empresa de fabricació d'elements pel transport, 1 d'una empresa de fabricació d'altres productes industrials, 8 d'empreses de construcció, 11 d'empreses de comerç i reparació d'automòbils, 2 d'empreses de transport, 2 d'empreses de serveis, 1 d'una entitat de l'administració pública i 3 d'empreses classificades com a «altres activitats de serveis».
Dels 8 establiments de servei als particulars que hi havia el 2009, 1 era una oficina de correu, 3 paletes, 2 guixaires pintors, 1 lampisteria i 1 electricista.
L'any 2000 a Neschers hi havia 16 explotacions agrícoles que ocupaven un total de 606 hectàrees.

## Equipaments sanitaris i escolars
El 2009 hi havia una escola elemental.

## Poblacions més properes
El següent diagrama mostra les poblacions més properes.